# Klaus-Dieter Neubert
Klaus-Dieter Neubert, född den 22 november 1949 i Oberwiesenthal i Tyskland, är en östtysk roddare.
Han tog OS-guld i tvåa med styrman i samband med de olympiska roddtävlingarna 1972 i München.